# Protect the Land/Genocidal Humanoidz
Protect the Land/Genocidal Humanoidz è un singolo del gruppo musicale statunitense System of a Down, pubblicato il 6 novembre 2020.

## Antefatti
Il 4 ottobre 2020, pochi giorni dopo l'inizio della guerra nell'Artsakh, il batterista John Dolmayan ha contattato gli altri componenti della formazione con l'intento di riunire i System of a Down per registrare un brano per la popolazione armena e che potesse attirare l'attenzione dei media sul conflitto stesso. Trovato l'accordo, il chitarrista e cantante Daron Malakian ha inviato loro il brano Protect the Land, originariamente composto nel 2019 per una possibile inclusione nel terzo album dei Daron Malakian and Scars on Broadway; poco tempo dopo il quartetto ha deciso di registrare anche un secondo brano, Genocidal Humanoidz, tratto da una jam session tenuta da Malakian, Dolmayan e il bassista Shavo Odadjian tra il 2016 e il 2017.

## Descrizione
(Daron Malakian intervistato da Rolling Stone)
Il singolo ha segnato la prima pubblicazione di materiale inedito da parte del gruppo a distanza di 15 anni dall'uscita degli album Mezmerize e Hypnotize. Il tema principale ricorrente in entrambi i brani è di carattere politico, mentre dal punto di vista musicale risultano differenti: Protect the Land è tipicamente hard rock ed è guidato da un riff di chitarra e dalle voci di Malakian e Serj Tankian, mentre Genocidal Humanoidz è più pesante e veloce, direzionandosi verso sonorità più punk.

## Video musicali
Contemporaneamente alla pubblicazione del singolo, i System of a Down hanno presentato un video musicale per Protect the Land, co-diretto da Odadjian e Ara Soudjian e mostrante scene del conflitto nell'Artsakh e della bandiera della regione alternate con quelle dei quattro componenti dei System of a Down fermi a fissare la telecamera.
Il 30 gennaio 2021 è stato reso disponibile quello per Genocidal Humanoidz, diretto da Odadjian e Adam Mason.

## Tracce
Testi e musiche di Daron Malakian.
1. Protect the Land – 5:07
2. Genocial Humanoidz – 2:35

## Formazione
Hanno partecipato alle registrazioni, secondo le note di copertina:
Gruppo
- Daron Malakian – voce, chitarra
- Serj Tankian – voce
- Shavo Odadjian – basso
- John Dolmayan – batteria

Altri musicisti
- Orbel Babayan – organo (traccia 1)

Produzione
- Daron Malakian – produzione
- Rich Costey – missaggio
- Paul Fig – ingegneria del suono
- Vlado Meller – mastering
- Jeremy Lubsey – assistenza al mastering

## Classifiche
Protect the Land
| Classifica (2020)                | Posizione massima |
| -------------------------------- | ----------------- |
| Belgio (Fiandre)                 | 88                |
| Canada                           | 88                |
| Stati Uniti (mainstream rock)    | 24                |
| Stati Uniti (rock & alternative) | 10                |
| Ungheria (download)              | 11                |

Genocidal Humanoidz
| Classifica (2020)                | Posizione massima |
| -------------------------------- | ----------------- |
| Stati Uniti (rock & alternative) | 15                |
| Ungheria (download)              | 14                |